# Cryptic Wintermoon
Cryptic Wintermoon ist eine deutsche Dark-Metal-Band aus Münchberg. Sie entstand 1993 aus einer Band namens Black Prophecies. Ihr Stil ist von verschiedenen Genres wie Black-, Death- oder Thrash-Metal beeinflusst. Auffällig ist vor allem der Einsatz von Keyboards und gesprochenen Passagen.

## Geschichte
1993 entstand Cryptic Wintermoon aus einer Band namens Black Prophecies, deren Mitglieder beschlossen, den Namen zu wechseln, da es zu viele gleichnamige Bands gab. Sänger Seeberger und Schlagzeuger Karakasevic verließen schon 1994 die Band und wurden durch Ronny Dörfler und Alexander Pöhlmann ersetzt, die vorher gemeinsam in einer Band namens Terrible Somnium gespielt hatten. 1995 veröffentlichten sie ihr Demotape Voyage dans la Lune. Nach weiteren Veränderungen im Line-Up, der MCD Cryptic Wintermoon, der Split-Single Franconian Frost und einem Promo-Tape erhielten sie einen Kontrakt bei Ars Metalli und nahmen das Album The Age of Cataclysm auf, das allgemein sehr gute Kritiken erhielt. Aufgrund finanzieller Uneinigkeiten kündigten sie ihren Vertrag bei Ars Metalli allerdings wieder, nahmen erneut ein Promo-Tape auf und wurden von Massacre Records unter Vertrag genommen. 2007 liefen Aufnahmen für ein neues Album, das ein Konzeptalbum über die beiden Weltkriege werden soll.
Auf dem Album Fear aus dem Jahr 2009 covert die Band das Antikriegslied 100 Mann und ein Befehl, das ursprünglich 1966 von Freddy Quinn gesungen wurde.

## Diskografie
- 1995 – Voyage dans la Lune (kein Label), Demotape
- 1997 – Cryptic Wintermoon (kein Label), Mini-CD
- 1998 – Franconian Frost (Perverted Taste), Split-EP mit Lord Astaroth
- 1999 – The Age of Cataclysm (Ars Metalli)
- 2003 – A Coming Storm (Massacre Records)
- 2005 – Of Shadows... and the Dark Things You Fear (Massacre Records)
- 2009 – Fear (kein Label)